# Euryphlepsia vangoethemi
Euryphlepsia vangoethemi är en insektsart som beskrevs av Van Stalle 1985. Euryphlepsia vangoethemi ingår i släktet Euryphlepsia och familjen kilstritar. Inga underarter finns listade i Catalogue of Life.